# Wille (Name)
Wille ist ein männlicher Vorname und Familienname.

## Namensträger

### Vorname
- Wille Mäkelä (* 1974), finnischer Curler
- Wille Riekkinen (* 1946), finnischer Geistlicher, Bischof von Kuopio

### A
- Alfred Schwarzenbach-Wille (1876–1940), Schweizer Seidenfabrikant
- Alexander Wille (* 1973), deutscher Politiker (CDU)
- Alois Wille (1885–1957), liechtensteinischer Politiker (VU)
- Annette Wille (* 1968), deutsche Juristin und Richterin am Bundesgerichtshof
- August Wille (Geologe) (1800–1873), deutscher Geologe, Berg- und Hütteninspektor
- August von Wille (1828–1887), deutscher Maler

### B
- Bernhard Wille (* vor 1950), deutscher Radsportler
- Bodo Wille (1852–1932), deutscher Landschaftsmaler der Düsseldorfer Schule
- Bruno Wille (1860–1928), deutscher Schriftsteller und Philosoph

### C
- Clara von Wille (1838–1883), deutsche Tiermalerin

### E
- Eberhard Wille (* 1942), deutscher Volkswirt
- Eliza Wille (1809–1893), deutsche Schriftstellerin
- Ellen Wille (* 1954), norwegische Sportdirektorin und Hochschullehrerin
- Emil Wille (1847–1937), deutscher Gymnasiallehrer und Historiker
- Erik Wille (* 1993), deutscher Fußballspieler
- Ernst Wille (Architekt) (1860–1913), deutscher Architekt
- Ernst Wille (Politiker) (1894–1944), deutscher Politiker (SPD) und Widerstandskämpfer
- Ernst Wille (Maler) (1916–2005), deutscher Maler

### F
- Fia Wille (1868–1920), deutsche Innenarchitektin und Kunstgewerblerin, siehe Werkring
- François Wille (1811–1896), deutscher Journalist, Schriftsteller und Politiker
- François Arnold Wille (1811–1896), Schweizer Journalist und Politiker
- Franz Wille (Bibliothekar) (1867–1951), deutscher Jurist und Bibliothekar
- Franz Wille (Politiker) (* 1943), Schweizer Politiker
- Franz Wille (Theaterwissenschaftler) (* 1960), deutscher Theaterwissenschaftler und Dramaturg
- Friedrich Wille (Architekt) (1921–1987), deutscher Architekt
- Friedrich Wille (Schriftsteller) (1925–2015), deutscher Autor niederdeutschen Dialekts
- Friedrich Wille (Mathematiker) (1935–1992), deutscher Mathematiker
- Fritz von Wille (1860–1941), deutscher Maler
- Fritz Wille (Offizier) (1912–2005), Schweizer Jurist, Offizier (Korpskommandant) und Übersetzer

### G
- Georg Wille (1869–1958), deutscher Cellist und Pädagoge
- Günter Wille (1943–1993), deutscher Wirtschaftsmanager
- Günther Wille (1925–1996), deutscher Philologe und Musikwissenschaftler

### H
- Hanns Julius Wille (1895–1961), deutscher Schriftsteller
- Hans Wille (Geistlicher) (1807–1877), norwegischer Geistlicher und Politiker
- Hans Wille (Kunsthistoriker) (1926–1999), deutscher Kunsthistoriker und Museumsleiter
- Hansjürgen Wille (1901–1973), deutscher Journalist, Schriftsteller und Übersetzer
- Hans-Jürgen Wille (1930–2004), deutscher Musikpädagoge und Chorleiter
- Hans-Robert Wille, deutscher Schauspieler, Regisseur und Synchronsprecher
- Heinrich Wille (1938–2018), österreichischer Politiker (ÖVP)
- Helga Wille (1913–1992), deutsche Vokal- und Schlagersängerin
- Henri Wille (1926–2012), belgischer Ornithologe
- Henriette Ith-Wille (1885–1978), Schweizer Esperantistin und Pazifistin
- Herbert Wille (* 1944), Liechtensteiner Jurist und Politiker
- Hermann Wille (Architekt) (Gerhard August Hermann Wille; 1881–nach 1935), deutscher Architekt, Archäologe und SS-Obersturmbannführer
- Hermann Heinz Wille (1923–2002), deutscher Schriftsteller

### J
- Jakob Wille (1853–1929), deutscher Bibliothekar und Historiker
- Jens Clausen Wille (1750–1820), Kaufmann und Inspektor von Grönland
- Joachim Wille (* 1956), deutscher Journalist
- Johann Georg Wille (1715–1808), deutscher Kupferstecher und Kunsthändler
- Jonas Wille (* 1976), norwegischer Handballtrainer
- Joop Wille (1920–2009), niederländischer Fußballtorhüter
- Josef Wille (Politiker, 1855) (1855–1935), österreichischer Wirtschaftsbesitzer und Politiker (CS)
- Josef Wille (Politiker, 1926) (1926–2014), österreichischer Politiker (SPÖ) und Gewerkschafter

### K
- Karl Wille (Fußballspieler) (* 1938), deutscher Fußballspieler
- Karl-Heinz Wille (* 1934), deutscher Veterinärmediziner und Hochschullehrer
- Karola Wille (* 1959), deutsche Juristin
- Katrin Wille (* 1971), deutsche Philosophin
- Klaus Müller-Wille (* 1966), deutscher Skandinavist und Hochschullehrer
- Kurt Wille (1894–1945), deutscher Jurist

### L
- Lothar Wille (1908–1992), deutscher Politiker (CDU, FVP)
- Louis Wille (1898–1982), deutscher Studienrat und Volkskundler
- Ludwig Wille (1834–1912), deutscher Psychiater
- Lutz Wille (* 1939), deutscher Pädiater und Heimatforscher

### M
- Manfred Wille (1934–2014), deutscher Historiker
- Marie Wille (1831–1904), deutsche Stifterin
- Mario Wille (* 1965), deutscher Handballspieler und Handballtrainer
- Martin Wille (Ministerialbeamter) (* 1941), deutscher politischer Beamter
- Martin Wille (Politiker) (* 1943), deutscher Politiker
- Martin Wille (Fussballspieler) (* 1986), liechtensteinischer Fußballspieler
- Michael Müller-Wille (1938–2019), deutscher Ur- und Frühgeschichtler

### N
- Nordal Wille (1858–1924), norwegischer Botaniker

### O
- Oliver Wille (* 1975), deutscher Musiker und Hochschullehrer
- Ommo Wille (* 1959), deutscher Graphik-Designer, Hochschullehrer, Maler und Fotograf
- Otto Wille (Musiker) (1876–1962), deutscher Oboist und Dirigent
- Otto von Wille (1901–1977), deutscher Maler und Zeichner
- Otto Wille (Schwimmer), deutscher Schwimmer

### P
- Paul Wille (1873–1923/1929), deutscher Violinist
- Peter Wille (Fotograf) (1931–1971), australischer Fotograf und Architekturzeichner
- Pierre-Alexandre Wille (1748–nach 1821), französischer Maler

### R
- Regina Wille (1930–2000), deutsche Pädagogin und Hochschullehrerin
- Reinhard Wille (1930–2014), deutscher Sexualwissenschaftler
- Renée Schwarzenbach-Wille (1883–1959), Schweizer Fotografin
- Roland Wille (* 1961), liechtensteinischer Marathonläufer
- Rudolf Wille (Kunstgewerbler) (1873–1948), deutscher Ingenieur, Innenarchitekt und Kunstgewerbler, siehe Werkring
- Rudolf Wille (Ingenieur) (1911–1973), deutscher Ingenieur und Hochschullehrer
- Rudolf Wille (Mathematiker) (1937–2017), deutscher Mathematiker und Hochschullehrer

### S
- Sebastian Wille (* 1966), deutscher Urologe
- Sigrid Wille (* 1969), deutsche Skilangläuferin
- Silvio Wille (* 1966), liechtensteinischer Skirennläufer
- Staffan Müller-Wille (* 1964), deutsch-schwedischer Wissenschaftshistoriker
- Susanne Wille (* 1974), Schweizer Journalistin, Moderatorin, Generaldirektorin SRG

### T
- Theodor Wille (1818–1892), deutscher Großkaufmann, Reeder und Unternehmer
- Toni Willé (* 1953), niederländische Popsängerin, siehe Pussycat

### U
- Udo Wille (* 1939), deutscher Politiker (SPD)
- Ulrich Wille (1848–1925), Schweizer General
- Ulrich Wille junior (1877–1959), Schweizer Offizier

### V
- Volkhard Wille (* 1967), deutscher Politiker (Bündnis 90/Die Grünen)

### W
- Wilhelm Wille (Prediger) (1734–1818), deutscher Prediger und Lehrer
- Wilhelm Wille (Architekt) (1877–1929), deutscher Architekt
- Wilhelm Müller-Wille (1906–1983), deutscher Geograf und Hochschullehrer
- Wolfgang Wille (* 1940), deutscher Unternehmer